# Vincent Koch
Vincent Philip Koch (Empangeni, 13 marzo 1990) è un rugbista a 15 sudafricano, che gioca come pilone negli Sharks. Nel 2019 e nel 2023 ha vinto la Coppa del Mondo di rugby con il Sudafrica.

## Biografia
Koch si formò nel settore giovanile dei Blue Bulls, con i quali esordì in prima squadra nella Vodacom Cup del 2012. Nelle annate 2011 e 2012, disputò la Varsity Cup, competizione universitaria sudafricana, con gli UP Tuks, selezione dell'Università di Pretoria, aggiudicandosi il titolo l'ultimo anno. Passato ai Pumas, fece il suo debutto nella seconda divisione della Currie Cup 2012. L'anno successivo conquistò la promozione in prima divisione e raggiunse la finale di Vodacom Cup, persa contro i Golden Lions. Nel 2015 entrò a far parte della franchigia di Super Rugby degli Stormers, pur continuando a giocare con i Pumas la Currie Cup. Al termine del Super Rugby 2016, firmò un contratto biennale con i Saracens; non poté, però, aggregarsi subito al club britannico dovendo onorare il suo contratto con i Pumas in scadenza ad ottobre. Nella prima stagione con la squadra inglese conquistò l'European Rugby Champions Cup, disputando come titolare la finale. L'annata successiva trionfò per la prima volta in carriera nell'English Premiership. Dopo aver rinnovato per quattro anni il suo contratto con i Saracens, vinse, nella stagione 2018-19, il double campionato inglese e Champions Cup.
A livello internazionale, Koch fece parte di una selezione sudafricana di giocatori della Currie Cup, denominata South Africa President's XV, che vinse la Tbilisi Cup 2013. Nel 2015, il commissario tecnico del Sudafrica Heyneke Meyer lo fece debuttare contro la Nuova Zelanda durante il The Rugby Championship 2015, nel quale giocò anche contro l'Argentina. Non convocato per la Coppa del Mondo di rugby 2015, l'estate dell'anno successivo disputò due incontri con la Nazionale A sudafricana contro gli England Saxons. Le sue prestazioni gli valsero la convocazione da parte del nuovo ct Allister Coetzee per il The Rugby Championship 2016 e per il tour di novembre, dei quali mancò solamente due incontri. La decisione della federazione sudafricana di non convocare più, a partire dal luglio 2017, giocatori militanti all'estero, a meno che non avessero raggiunto almeno trenta presenze con gli Springboks, lo escluse di fatto dalla nazionale in quanto legato al club inglese dei Saracens. Nonostante ciò, Rassie Erasmus, nuovo allenatore del Sudafrica, decise di chiamarlo per gli ultimi due incontri del The Rugby Championship 2018 e, successivamente, lo aggregò ai partecipanti alla tournée autunnale dello stesso anno. Dopo aver presenziato nella vittoriosa campagna del The Rugby Championship 2019, fu convocato per la Coppa del Mondo di rugby 2019. Assente nella prima sfida della fase a gironi contro gli All Blacks, fu poi in campo in tutte le partite che portarono la nazionale sudafricana a laurearsi campione del mondo.

## Palmarès
- Coppe del mondo: 2
Sudafrica: 2019, 2023
- Rugby Championship: 1
Sudafrica: 2019
- Premiership: 2
Saracens: 2017-18, 2018-19
- Champions Cup: 2
Saracens: 2016-17, 2018-19
- Challenge Cup: 1
Sharks: 2023-24